# Psychotria stevensiana
Psychotria stevensiana är en måreväxtart som beskrevs av Seymour Hans Sohmer. Psychotria stevensiana ingår i släktet Psychotria och familjen måreväxter. Inga underarter finns listade i Catalogue of Life.